# اوکس
اوکس (انگلیسی: Avex Group) شرکت رسانه‌ای ژاپنی است، که در سال ۱۹۸۸ بنیان‌گذاری شد. اوکس نخستین ناشر موسیقی خود را با نام اوکس تراکس در سپتامبر ۱۹۹۰ راه‌اندازی کرد. اوکس دارای چندین شرکت زیرمجوعه است که اوکس تراکس یکی از مهم‌ترین آنهاست.